# Comuna Șîrokolanivka, Veselînove
Șîrokolanivka (în ucraineană Широколанівка) este o comună în raionul Veselînove, regiunea Mîkolaiiv, Ucraina, formată din satele Pișceanîi Brid și Șîrokolanivka (reședința).

## Demografie
Componența lingvistică a comunei Șîrokolanivka
     Ucraineană (94,83%)
     Rusă (3,49%)
     Română (1,31%)
     Alte limbi (0,37%)
Conform recensământului din 2001, majoritatea populației comunei Șîrokolanivka era vorbitoare de ucraineană (94,83%), existând în minoritate și vorbitori de rusă (3,49%) și română (1,31%).